# Hovhannes Adamjan
Hovhannes (Ivan) Abgari Adamjan (Armeens: Հովհաննես (Իվան) Աբգարի Ադամյան) (Bakoe, Russische Rijk, 17 februari [O.S. 5 februari] 1879 – Leningrad, Sovjet-Unie, 12 september 1932) was een Armeense ingenieur en auteur van meer dan 20 uitvindingen. De eerste experimentele kleurentelevisie werd in 1928 in Londen vertoond op basis van het driekleurenprincipe van Adamjan, en hij wordt erkend als een van de grondleggers van kleurentelevisie .

## Biografie
Adamjan werd geboren in een familie van een Armeense koopman en benzinezakenman. In 1897 voltooide hij zijn schoolopleiding in Bakoe en verhuisde naar Zwitserland. Hij studeerde aan de universiteiten van Zürich en Berlijn. Hij ontwierp systemen van zwart en wit, evenals kleurentelevisies. Adamjan ontwikkelde theoretische werken van andere medeoprichters van kleurentelevisie, zoals Maurice Leblanc en Paul Nipkow, en was de eerste ter wereld die praktische resultaten behaalde op het gebied van kleurentelevisie en kleurentelevisietransfers uitvoerde. Het eerste kleurentelevisie project wordt door hem opgeëist en werd gepatenteerd in Duitsland op 31 maart 1908, octrooi nr. 197183, vervolgens in Groot-Brittannië, op 1 april 1908, octrooi nr. 7219, in Frankrijk (octrooi nr. 390326) en in Rusland in 1910 (octrooi № 17912).
In 1925 demonstreerde Adamjan in Jerevan "Eristavi", een apparaat voor het uitzenden van kleurenbeelden. Gesteund door zijn vrienden en assistenten uit Armenië slaagde hij erin om op een scherm een aantal kleurenfiguren en patronen te demonstreren die uit het naastgelegen laboratorium waren overgebracht.
In 1913 keerde Adamjan terug naar Sint-Petersburg, Rusland. Hij had verschillende langdurige reizen naar Armenië voordat hij in 1932 in Leningrad stierf. Hij werd begraven op de plaatselijke Armeense begraafplaats en in 1970 werd zijn stoffelijk overschot naar Jerevan gebracht, naar het Pantheon van beroemde Armeniërs.